# (6643) Morikubo
(6643) Morikubo – planetoida z pasa głównego asteroid okrążająca Słońce w ciągu 5 lat i 173 dni w średniej odległości 3,1 j.a. Została odkryta 7 listopada 1990 roku przez Yoshio Kushidę i Osamu Muramatsu. Przed nadaniem nazwy planetoida nosiła oznaczenie tymczasowe (6643) 1990 VZ.